# Based on a T.R.U. Story
Based on a T.R.U. Story — дебютный студийный альбом американского рэпера 2 Chainz, выпущен 14 августа 2012 года лейблом Def Jam.
Альбом был номинирован в категории «Лучший рэп-альбом» на 55-й церемонии «Грэмми», но проиграл альбому Дрейка Take Care. Альбом был официально сертифицирован платиновым 22 марта 2016 года.

## Предыстория
В 2007 году 2 Chainz начал выпускать сольный материал, хотя все ещё был в составе группы Playaz Circle вместе с Dolla Boy. В течение года он выпустил микстейп «Me Against the World!», ещё под старым псевдонимом Tity Boi. Перед взлётом своей карьеры, в 2011 году, он сменил свой псевдоним на 2 Chainz, так как считал его более «семейным». После смены своего псевдонима на 2 Chainz, он выпускает микстейп под названием «T.R.U. REALigion» (2011), который стал его первым сольным полнометражным проектом, который достиг в музыкальных чартах Billboard Top R&B/Hip-Hop Albums своей максимальной позиции на 58 месте. Он так же выступал в качестве гостя на синглах: «Mercy» от Канье Уэстa и «Beez in the Trap» от Ники Минаж. 12 января 2013 года в iTunes была выпущена версия альбома в Chopped Not Slopped диджеем OG Ron C.
Изначально альбом назывался «T.R.U. 2 My REALigion», так он был представлен на AllHipHop, в живом музыкальном зале SOB в Нью-Йорке 30 января 2012 года. 15 марта 2012 года в Остине, штат Техас был сделан анонс на SXSW от 2 Chainz, на которым он сказал, что альбом больше не будет называться «T.R.U. 2 My REALigion». Во время интервью с FUSE, бывший член Playaz Circle объявил о новом название своей пластинки: «Недавно я изменил название своего альбома, и теперь он называется — Based on a T.R.U. Story.».

## Релиз и продвижение
24 марта через свой аккаунт в Твиттере 2 Chainz объявил о том, что альбом будет выпущен 14 августа 2012 года. 17 июля 2012 года была выпущена обложка коллекционного издания. Обложка альбома, созданная творческим агентством DONDA, которым владеет Kanye West, занимает второе место в 2012 году в журнале Complex. 24 июля 2 Chainz объявил, что отправится в тур после выхода своего альбома, который начнётся 30 августа в городе Норфолк, штат Виргиния, в The Norva и закончится 27 сентября в Остине, штат Техас в La Zona Rosa.

### Синглы
Ведущий сингл альбома «No Lie» был выпущен 1 мая 2012 года, а в iTunes появился спустя неделю, 8 мая 2012. Песня была записана совместно с канадским рэпером Дрейком и выпущена под продюсированием Mike WiLL Made It. Трек был отправлен на городское радио 15 мая 2012 года. Музыкальный клип (под режиссурой — Director X) был выпущен 21 июня 2012 года.
24 июля 2012 года вышел второй сингл альбома «Birthday Song» при участии Канье Уэста. Этот трек появился на городском радио 7 августа 2012 года.
8 ноября 2012 года вышел третий сингл альбома «I’m Different». Музыкальный клип к этой песне появился 23 декабря 2012 года на MTV Jams.

### Другие песни
12 августа 2012 был выпущен видеоклип на песню «I Luv Dem Strippers» с участием Ники Минаж. 17 марта 2013 года был выпущен клип на треку «Crack». 15 апреля 2013 был выпущен совместный с Лил Уэйном клип на трек «Yuck!». 24 апреля 2013 года появился клип на трек «Like Me».

## Оценки критиков
| Оценки критиков   | Оценки критиков |
| Источник          | Оценка          |
| ----------------- | --------------- |
| AllMusic          | [ 24 ]          |
| HipHopDX          | [ 25 ]          |
| Los Angeles Times | [ 26 ]          |
| Pitchfork         | 4.5/10          |
| RapReviews        | 2.5/10          |
| Rolling Stone     | [ 29 ]          |

«Based on T.R.U Story» получил неоднозначные оценки от музыкальных критиков. На сайте Metacritic альбом получил средний балл 55, основанный на 19 отзывах, что присваивает «смешанные или средние отзывы». Дэвид Джеффрис из AllMusic похвалил старания 2 Chainz’а за ведущий трек «Yuck!», и считает, что в целом это «почти официальный дебют». Джоди Розен из Rolling Stone чувствовал, что у 2 Chainz’а есть «неудержимый энтузиазм», а также похвалил приглашенных рэперов и продюсеров.
Филипп Млынар из HipHopDX подтвердил энтузиазм 2 Chainz’a, но не любил его тексты, заявляя «по всему альбому Chainz применяет очень хлипкие рифмы» и заключил: «2 Chainz показал себя самым слабым гостем на своем собственном альбоме.» Джезал Паданиа из RapReviews.com очень негативно отозвался об альбоме, сказав, что тексты 2 Chainz’a набирают самый минимальный балл, 1 из 10, заметив: «Может быть 2 Chainz рэппер? Да, конечно… Но говорит ли он о чём-нибудь нужном? Нет, ни разу… Альбомы, такие как „Based on a T.R.U. Story“ заставляют нас удивиться, как они могут существовать». Рецензент Los Angeles Times Рэндалл Робертс так же не полюбил тексты 2 Chainz’a, и хотя ему понравились гостевые куплеты, он чувствовал, что «2 Chainz тащит их вниз». В длинном обзоре, Дэвид Дрейк из Pitchfork Media почувствовал, что альбом «ничего, кроме одномерной карикатуры 2 Chainz’a, созданной на бесчисленных куплетах других» и назвал его «циничным примером минимального необходимого для этого уровня творчества».

### Похвалы
Несмотря на неоднозначные отзывы критиков, альбомы был номинирован в категории «Лучший рэп-альбом» на 55-й церемонии «Грэмми». Альбом был назван 25-м лучшим хип-хоп альбомом 2012 года по версии Spin.

## Коммерческая успешность
Альбом дебютировал под номером один в чарте Billboard 200 и было продано 147 тысяч копий за первую неделю. По состоянию на август 2013 года альбом разошелся в США тиражом 623 тысячи экземпляров. 30 марта 2016 года альбом получил платиновый статуc по RIAA.

## Синглы
| №                   | Название                                             | Автор(ы)                                                                              | Продюсеры                                                                         | Длительность |
| ------------------- | ---------------------------------------------------- | ------------------------------------------------------------------------------------- | --------------------------------------------------------------------------------- | ------------ |
| 1.                  | «Yuck!» (совместно с Lil Wayne)                      | Tauheed Epps Dwayne Carter, Jr. Nicholas Warwar Matthew Burnett                       | Streetrunner Burnett                                                              | 4:47         |
| 2.                  | «Crack»                                              | Epps Joshua Luellen                                                                   | Southside                                                                         | 4:32         |
| 3.                  | «Dope Peddler»                                       | Epps Shondrae Crawford                                                                | Bangladesh                                                                        | 3:28         |
| 4.                  | «No Lie» (совместно с Drake)                         | Epps Aubrey Graham Noah Shebib Michael Williams II Marquel Middlebrooks               | Mike Will Made It Marz [a] 40 [c]                                                 | 3:57         |
| 5.                  | «Birthday Song» (совместно с Kanye West)             | Epps Kanye West Sonny Uwaezuoke Brandon Whitfield                                     | Sonny Digital West [a] BWheezy [a] Anthony Kilhoffer [b] Lifted [b] Mike Dean [b] | 5:06         |
| 6.                  | «I'm Different»                                      | Epps Dijon McFarlane                                                                  | DJ Mustard Mike Free [a]                                                          | 3:27         |
| 7.                  | «Extremely Blessed» (совместно с The-Dream)          | Epps Terius Nash                                                                      | The-Dream                                                                         | 4:05         |
| 8.                  | «I Luv Dem Strippers» (совместно с Nicki Minaj)      | Epps Onika Maraj Brandon Henshaw Rico Brooks Travis McFetridge Ray Parker, Jr.        | YoungStarr Beatz                                                                  | 3:59         |
| 9.                  | «Stop Me Now» (совместно с Dolla Boy)                | Epps Earl Coyners Maurice Jordan Matthew Furdge Tony Hester                           | Kenoe Got Koke                                                                    | 4:37         |
| 10.                 | «Money Machine»                                      | Epps Christopher Gholson                                                              | Drumma Boy                                                                        | 4:43         |
| 11.                 | «In Town» (совместно с Mike Posner)                  | Epps Michael Posner Ronnie Jackson                                                    | Mike Posner Lil' Ronnie                                                           | 3:26         |
| 12.                 | «Ghetto Dreams» (совместно с Scarface & John Legend) | Epps Brad Jordan Carlos Broady William Guice James Walker Kenneth Lewis John Stephens | Broady                                                                            | 3:43         |
| 13.                 | «Wut We Doin?» (совместно с Cap.1)                   | Epps Leon Smith Williams II Middlebrooks                                              | Mike Will Made It Marz [a]                                                        | 4:25         |
| Общая длительность: | Общая длительность:                                  | Общая длительность:                                                                   | Общая длительность:                                                               | 54:21        |

| №                   | Название                              | Автор(ы)                                                              | Продюсеры           | Длительность |
| ------------------- | ------------------------------------- | --------------------------------------------------------------------- | ------------------- | ------------ |
| 14.                 | «Countdown» (совместно с Chris Brown) | Epps Anthony Burrell G'harah Degeddingseze Christopher Brown          | AC Burrell PK       | 3:51         |
| 15.                 | «Like Me»                             | Epps Emmanuel Nickerson Martin McKinney Carlo Montagnese Abel Tesfaye | Mano                | 3:49         |
| 16.                 | «I Feel Good»                         | Epps Donald Cannon Marcene Harris                                     | Don Cannon          | 2:21         |
| 17.                 | «Riot»                                | Epps Gary Hill                                                        | DJ Spinz            | 2:47         |
| Общая длительность: | Общая длительность:                   | Общая длительность:                                                   | Общая длительность: | 1:07:12      |

Заметки
- ↑  означает сопродюсера
- ↑  означает дополнительного продюсера
- ↑  означает вокального продюсера

Дань уважения
- «Yuck!» содержит образец песни «Down for My Niggaz», исполненной C-Murder.
- «Dope Peddler» содержит образец песни «The Old Dope Peddler», исполненной Томом Лерером.
- «I Luv Dem Strippers» содержит образец песни «Mr. Phone Man», исполненной New Edition.
- «Stop Me Now» содержит образец песни «Nothing Can Stop Me», исполненной Сисси Хьюстон.
- «Like Me» содержит образец песни «The Birds (Part 1)», исполненной The Weeknd.

## Позиции в чартах
| Чарт (2012)                           | Высшая позиция |
| ------------------------------------- | -------------- |
| Бельгия/Валлония (Ultratop)           | 132            |
| Canadian Albums Chart                 | 7              |
| UK R&B Albums                         | 31             |
| US Billboard 200                      | 1              |
| US Top R&B/Hip-Hop Albums (Billboard) | 1              |
| US Top Rap Albums (Billboard)         | 1              |
| Франция (SNEP)                        | 180            |

| Чарты (2013)                          | Позиция |
| ------------------------------------- | ------- |
| US Billboard 200                      | 108     |
| US Top R&B/Hip-Hop Albums (Billboard) | 21      |
| US Top Rap Albums (Billboard)         | 14      |

## Сертификаты
| Страна | Источник | Сертификат |
| ------ | -------- | ---------- |
| США    | RIAA     | Платиновый |